# Swing State

Ergebnis der Präsidentschaftswahl in den Vereinigten Staaten 2020, im Verhältnis zur nationalen Volksabstimmung. Einfärbung nach „roten“ und „blauen“ Staaten.
Kartenlegende:
Neigung von weniger als 5 Punkten zur Demokratischen Partei
Neigung von weniger als 5 Punkten zur Republikanischen Partei
Neigung von 5 bis 10 Punkten zur Demokratischen Partei
Neigung von 5 bis 10 Punkten zur Republikanischen Partei
Neigung von mehr als 10 Punkten zur Demokratischen Partei
Neigung von mehr als 10 Punkten zur Republikanischen Partei

Der Cook Partisan Voting Index nach der Präsidentschaftswahl 2020.
Kartenlegende:
Dem. vorn; unter 2 Punkten Unterschied
Rep. vorn; unter 2 Punkten Unterschied
Dem. vorn; zwischen 2 und 5 Punkten Unterschied
Rep. vorn; zwischen 2 und 5 Punkten Unterschied
Dem. vorn; zwischen 5 und 10 Punkten Unterschied
Rep. vorn; zwischen 5 und 10 Punkten Unterschied
Dem. vorn; über 10 Punkte Vorsprung
Rep. vorn; über 10 Punkte Vorsprung

Swing state (englisch für „Wechselstaat“) ist ein Begriff zu Wahlen in den Vereinigten Staaten, der insbesondere bei Präsidentschaftswahlkämpfen verwendet wird. Der Begriff bezeichnet einen Staat, in dem keine der beiden großen Parteien (Demokraten oder Republikaner) eine verlässliche Mehrheit hat und in dem die Mehrheit hin- und herwechseln kann.
Andere Begriffe für diese Situation sind toss-up-state („Münzwurfstaat“), battleground state („Schlachtfeldstaat“) oder purple state („lila Staat“ in Anspielung auf die Unterscheidung in rote Staaten und blaue Staaten).

## Hintergrund
Der Präsident der Vereinigten Staaten wird nicht direkt vom Volk, sondern durch eine Wahlmännerversammlung, das Electoral College, gewählt. Jeder Bundesstaat und der Bundesdistrikt senden Wahlleute in das Electoral College, deren jeweilige Anzahl auch von der Größe der Bevölkerung abhängt. Der Kandidat, der die einfache Mehrheit der Wählerstimmen in einem Bundesstaat bzw. im Bundesdistrikt erreicht, erhält in den meisten Bundesstaaten und im Bundesdistrikt alle Wahlleute des Staates. Wählerstimmen für unterlegene Kandidaten bleiben dabei ohne Gewicht („Winner-takes-all-Prinzip“). Einzige Ausnahmen sind Nebraska und Maine, deren Wahlleute teilweise nach dem Sieger in den Kongresswahlbezirken bestimmt werden.
Einige Staaten gelten als Hochburgen jeweils einer der großen Parteien, weshalb sie nach den Parteifarben als rote oder blaue Staaten bezeichnet werden. Die Republikaner dominierten seit den 2000er Jahren die eher konservativen Staaten des Deep South und die meisten der dünn besiedelten Staaten des Mittleren Westens, während die Demokraten in den liberaleren Staaten der Westküste wie Kalifornien sowie die dicht besiedelten Staaten im Nordosten dominierten (siehe Blue Wall). Diese Staaten gelten als sicher für die jeweilige Partei und werden daher auch als safe states („sichere Staaten“) bezeichnet.
Im Gegensatz dazu ist in den swing states das Ergebnis offen, weil hier grundsätzlich keine der beiden Parteien eine strukturelle Dominanz hat. Daher konzentrieren sich Präsidentschaftswahlkämpfe auf diese Staaten, auch wenn diese nur wenige Wahlleute stellen, da nur verhältnismäßig wenige Wechselwähler gewonnen werden müssen, um alle Wahlleute des Staates zu erhalten. Beispielsweise flossen im Präsidentschaftswahlkampf 2016 99 % aller Wahlkampfmittel in diese Staaten und es fanden 96 % aller Wahlkampfauftritte dort statt.
Der Cook Partisan Voting Index gibt an, wie Staaten im Vergleich zum nationalen Stimmenanteil bei den letzten beiden Präsidentschaftswahlen gewählt haben.

## US-Präsidentschaftswahl 2024
Die Staaten, in denen die Präsidentschaftswahlen auf der Kippe stehen bzw. standen, können sich von Wahl zu Wahl ändern. Waren z. B. Florida und Ohio bei früheren Präsidentschaftswahlen umkämpft gelten sie 2024 als republikanisch dominiert. Für die US-Präsidentschaftswahl 2024 gelten die folgenden sieben Staaten als Swing States (in Klammern die Zahl der Wahlleute): 
- Arizona (11)
- Georgia (16)
- Michigan (15)
- Nevada (6)
- North Carolina (16)
- Pennsylvania (19)
- Wisconsin (10)

In diesen sieben Staaten betrug bei der Präsidentschaftswahl 2020 der Vorsprung des siegreichen Kandidaten weniger als 3 Prozentpunkte. In 10 Staaten lässt ein britisches Analyseteam seit Herbst 2023 kontinuierlich Umfragen durchführen. Befragt werden Wähler in den zuvor genannten sieben Bundesstaaten sowie in
- Florida (30)
- Minnesota (10)
- New Mexico (5)

Nach Umfragen im Sommer und Herbst 2024 wird ebenfalls ein offenes Rennen erwartet in den Staaten
- Iowa (6)
- New Hampshire (4)
- Virginia (13)